# Kojatín

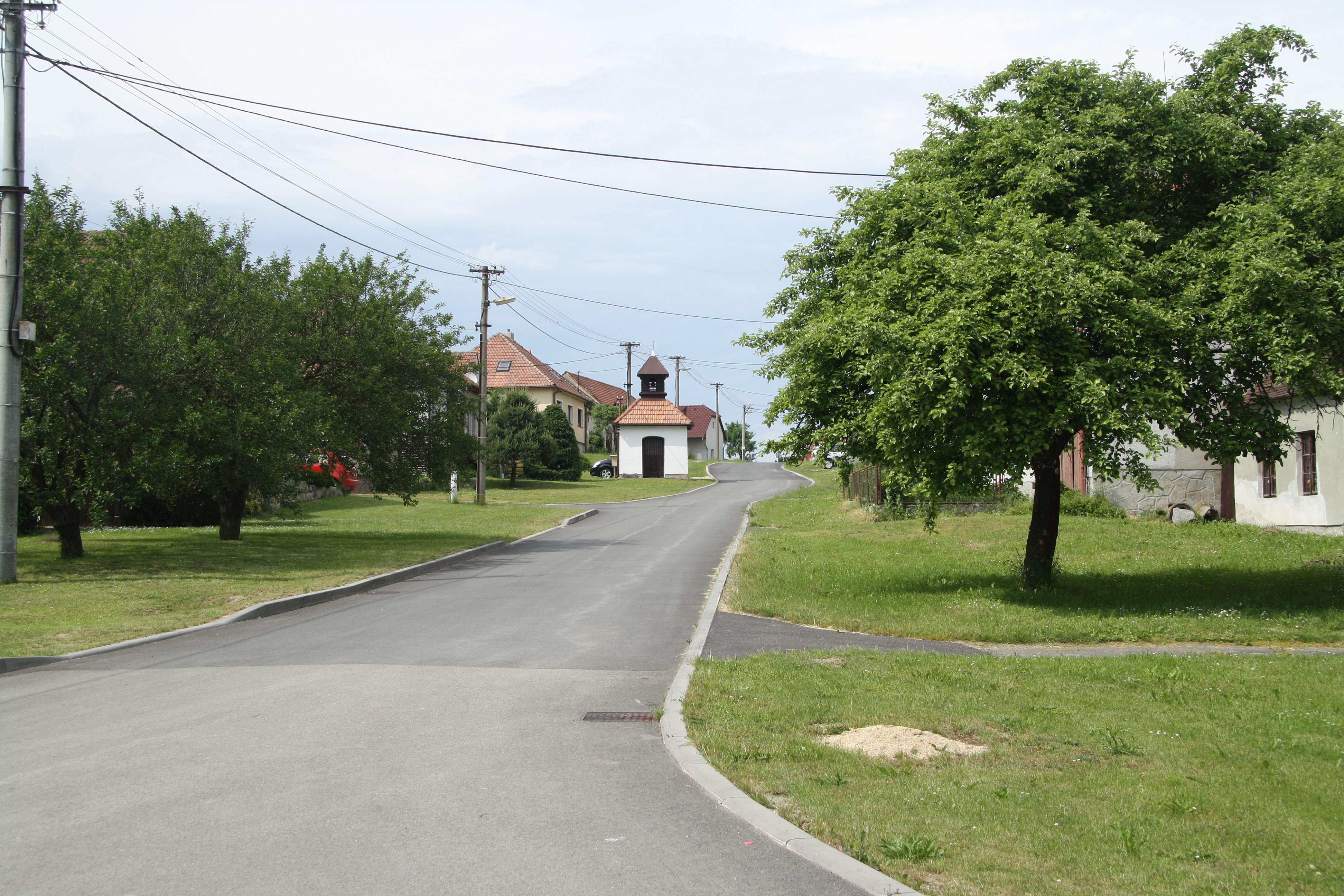
Dorfplatz

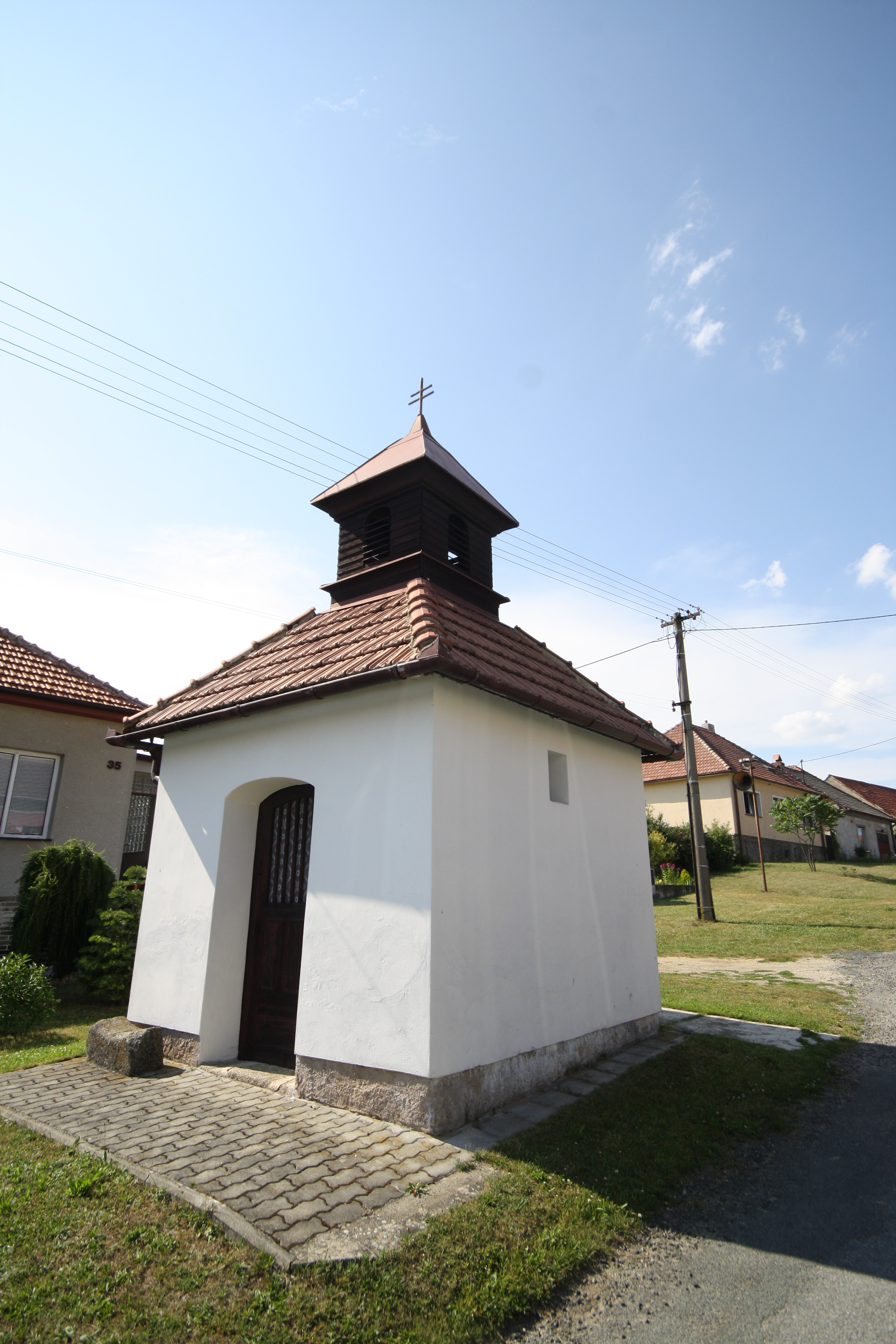
Kapelle der Jungfrau Maria

Kojatín (deutsch Kojatin, älter auch Kogetin) ist eine Gemeinde in Tschechien. Sie liegt zehn Kilometer östlich von Třebíč und gehört zum Okres Třebíč.

## Geographie
Kojatín befindet sich über der Talmulde des Baches Vesník im Krischanauer Bergland (Křižanovská vrchovina) im Süden der Böhmisch-Mährischen Höhe. Am Ortsrand liegen die Teiche Kojatínský rybník und Mrkovec. Östlich verläuft die Bahnstrecke Studenec–Křižanov, die Bahnstation Kojatín liegt einen Kilometer außerhalb des Ortes. Südlich des Dorfes erhebt sich die Kuppe Na krochotech (491 m).
Nachbarorte sind Doubrava, Spálený Dvůr und Budišov im Norden, Holeje im Nordosten, Pyšel im Osten, Pozďatín im Südosten, Smrk im Süden, Hostákov und Opatský Mlýn im Südwesten, Valdíkov im Westen sowie Nárameč im Nordwesten.

## Geschichte
Die erste schriftliche Erwähnung von Kojytín erfolgte im Jahre 1104 in der Gründungsurkunde des Benediktinerklosters Třebíč. Im Jahre 1545 brannte der Ort vollständig ab und blieb unbesiedelt. Als Vratislav von Pernstein 1556 das Gut Třebíč in der Landtafel einschreiben ließ, gehörten die Fluren des wüsten Dorfes Kojatín dazu. Später wurde die Wüstung Teil der Herrschaft Namiescht. Die Wiederbesiedlung begann 1712. Im Jahre 1752 erwarben die Grafen Haugwitz die Grafschaft Namiescht.
Im Jahre 1842 bestand das im Znaimer Kreis auf einer Anhöhe gelegene Dorf Kojatin bzw. Kogetjn aus 19 Häusern, in denen 119 Personen lebten. Abseits lag der Meierhof Spalenahof. Bis zur Mitte des 19. Jahrhunderts blieb Kojatin der Fideikommissgrafschaft Namiescht untertänig.
Nach der Aufhebung der Patrimonialherrschaften bildete Kojatín ab 1850 einen Ortsteil der Gemeinde Pozďatín im Gerichtsbezirk Namiest. Ab 1869 gehörte das Dorf zum Bezirk Trebitsch. Beim Zensus von 1921 lebten in den 19 Häusern des Dorfes 123 Tschechen. Im Jahre 1964 wurde das Dorf nach Smrk umgemeindet. Seit 1990 bildet Kojatín erstmals in seiner Geschichte eine eigene politische Gemeinde.

## Gemeindegliederung
Für die Gemeinde Kojatín sind keine Ortsteile ausgewiesen. Zu Kojatín gehört die Einschicht Spálený Dvůr (Spalena-Hof).

## Sehenswürdigkeiten
- Kapelle der Jungfrau Maria, erbaut 1879